# Россияне (группа)
Россия́не — советская рок-группа из Ленинграда, одна из старейших российских рок-групп.
Создана в марте 1969 года двумя петербургскими студентами Александром Кролем (1949 г.р. | бас-гитара, вокал) и Евгением Волгиным (1948 г.р. | клавишные, вокал), которые пригласили в новую группу Александра Батиста (1947 г.р. | бас-гитара, вокал) и Сергея Романова (барабаны).

## История
27 апреля 1969 года «Россияне» дали свой первый концерт в ленинградском кафе «Эврика», исполнив собственные песни и несколько инструментальных версий песен The Beatles. Первоначальный репертуар группы включал песни Батиста и Кроля.
В начале 1970 года в группу пришёл второй гитарист Владимир Птицын, однако вскоре её покинули Романов (барабанщики в этот период менялись часто) и Волгин, которого забрали в армию.
В сентябре 1971 года к «Россиянам» присоединился Георгий Ордановский (1953 г. р.). В октябре 1972 года выступили на одной из самых престижных площадок, в Академии художеств.
Осенью 1972 года в армию ушёл Кроль, после чего группа в течение года находилась в полураспавшемся состоянии. В октябре 1973 года группа возобновила существование в составе Кроль, Батист, Птицын, Ордановский, вернувшийся Волгин и новый барабанщик Андрей Алексеев. Вскоре «Россиян» стало семеро — присоединился пианист Олег Азаров (1954 г. р.). Столь большой состав не мог существовать долго и в конце года группу покинули Птицын и Волгин.
В феврале 1974 года Алексеев ушёл в «Мифы», его заменил Георгий Блинов (1950 г. р.), а в мае в армию ушёл Батист. К концу 1974 года репертуар группы стал, в основном, состоять из песен Ордановского, ставшего лидером «Россиян».
В феврале 1975 года ансамбль принял участие в «Музыкальных средах» в Доме композитора (совместно с «Большим железным колоколом» и «Акварелью»). Кроме того, группа постоянно играла на различных танцплощадках города и области, и её популярность постепенно росла.
Вскоре Азаров также перешёл в «Мифы» и его заменил Олег Гусев (1957 г. р.), ставший автором ряда песен коллектива. В апреле ряды «Россиян» пополнил Сергей Золотов (кларнет, тенор-сакс, вокал). В сентябре того же года Блинова сменил вернувшийся Алексеев.
В январе 1976 года группу покинул последний участник первого состава — Кроль, недовольный сменой курса в сторону арт-рока и фьюжна (чьим главным вдохновителем был Гусев), его место занял Борис Аксёнов. Терявший лидерство в группе Ордановский покинул её в июле, но уже в октябре «гусевская» версия «Россиян» (в которой произошёл ещё ряд изменений) распалась.
В начале 1977 года Кроль, Батист, Ордановский и Блинов решили возродить группу, однако после первого же концерта Батист покинул её окончательно. С весны в группу также вернулся Азаров.
В феврале 1978 года к «Россиянам» присоединился Юрий Мержевский (1960 г. р. | гитара, скрипка, бас), повлиявший на уровень аранжировок. Летом ушли сначала Блинов, а потом и Кроль, а осенью — Азаров. Новым барабанщиком стал сперва Евгений Павлов (1953 г. р.), а потом — Сергей Завьялов, сыгравший большую роль в смене курса в сторону хард-рока. Также в группу пришёл бас-гитарист и скрипач Андрей Васильев (1960 г. р.).
В конце 1970-х годов группа стала одним из лидеров ленинградской рок-сцены, обновив и расширив репертуар. В апреле 1979 года «Россияне» приняли участие в Тартуском рок-фестивале. В это же время в группу снова вернулся Азаров.
После ухода Завьялова в августе 1979 года в группе сменилось несколько барабанщиков, а в ноябре пришёл Игорь Голубев (1940 г. р.). В декабре группа устроилась на работу в ЦВЗ «Манеж».
Весной 1980 года группа снова сменила состав: ушли Голубев и Мержевский. Им на смену пришли Сергей Семёнов (1957 г. р. | гитара, бас, вокал) и Евгений Мочулов (1949 г. р. | барабаны). В июне 1980 года «Россияне» прослушались в Ленинградском межсоюзном доме самодеятельного творчества (ЛМДСТ), получив таким образом разрешение на легальные концерты. На рубеже 1981 года к группе ненадолго присоединился Владимир Ермолин (1954 г. р. | гитара, вокал).
21 февраля 1981 года «Россияне» в числе первых групп прослушались в ряды создаваемого Ленинградского рок-клуба, а 7 марта участвовали в концерте-открытии клуба (вместе с «Мифами», «Пикником» и «Зеркалом»). В мае группа выступила на Международном фестивале политической песни в Вильнюсе.
По утверждению А. Бурлаки, «в первый период истории Рок-клуба, с 1981-го по 1983-й, „Россияне“ были если не сильнейшей, то самой популярной и любимой в народе группой Питера — своей стихийной экспрессией, магическим обаянием концертного действа, духом не знающей запретов вольницы они превосходили и мэтров, и честолюбивых дебютантов».
В апреле 1982 года группа выступила на четвертом фестивале «Opus-82» в Вильнюсе. В июле группу покинул Васильев, после чего Мочулов стал гитаристом, а за барабаны вернулся Павлов.
14 мая 1983 года «Россияне» приняли участие в I фестивале Рок-клуба, получив диплом III степени (за цельность и принципиальность в реализации идей рок-музыки), а Семёнов был признан лучшим бас-гитаристом. После этого группу снова покинул Павлов, которого сменил Валерий Морозов. Летом ушёл и Семёнов, ему на смену пришёл Георгий Соловьёв (1960 г.р.).
Вторую половину 1983 года «Россияне» готовили новую программу, однако 13 января 1984 году Ордановский пропал без вести, после чего группа распалась.
Было проведено четыре концерта-мемориала «Россиян» (1987, 1988, 1990 и 1999). К 30-летнему юбилею группы была выпущена кассета, включавшая
как архивные записи, так и новые версии песен.
По оценке Бориса Барабанова, «ориентированные на хард-рок „Россияне“ по меркам начала 1980-х были настоящими монументальными рокерами, а харизма Георгия Ордановского и сейчас пробивает любой монитор и динамик».